# Manteldammsnäcka
Manteldammsnäcka (Myxas glutinosa) är en snäckart som först beskrevs av Otto Friedrich Müller 1774.  Manteldammsnäcka ingår i släktet Myxas, och familjen dammsnäckor. IUCN kategoriserar arten globalt som otillräckligt studerad. Arten är reproducerande i Sverige.

## Bildgalleri

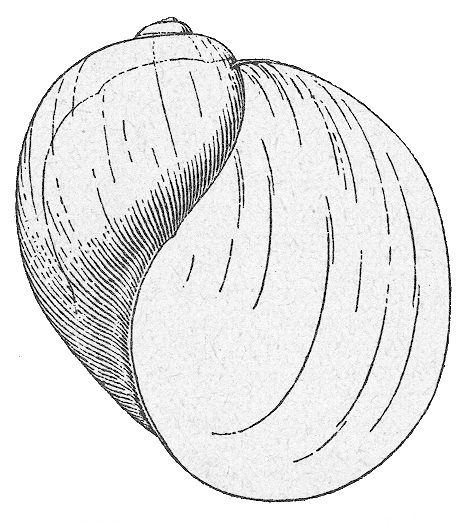